# Danuta Matejko
Danuta Matejko, coniugata Horba (Cracovia, 19 settembre 1943), è un'ex cestista polacca.

## Carriera
Con la Polonia ha disputato i Campionati europei del 1966.